# Cidade das Crianças Leonel Brizola
A Cidade das Crianças Leonel Brizola é um parque urbano situado no bairro de Santa Cruz, na Zona Oeste da cidade do Rio de Janeiro. Com cerca de 186 mil m² de área, localiza-se no km 0 da Rodovia Rio—Santos.
A Cidade das Crianças tem como finalidade prover lazer aos moradores de Santa Cruz e de outras localidades nas imediações. O espaço conta com: piscina; quadras de esporte; praça; área de recreação; teatro com capacidade para 300 pessoas; biblioteca infantil; brinquedoteca; viveiro para aves; e posto de saúde. São oferecidas aulas de natação, hidroginástica, balé e futebol, dentre outras opções, para pessoas de todas as idades. Aos finais de semana, famílias costumam fazer piquenique no local. Anexo à Cidade das Crianças, situa-se o Museu Cósmico, também conhecido como Planetário de Santa Cruz, um museu dedicado à Astronomia inaugurado em 2008.
O parque foi inaugurado em 2004, durante o segundo mandato de Cesar Maia como prefeito da cidade do Rio de Janeiro. A construção custou na época cerca de R$ 30 milhões. Nos anos seguintes à inauguração, a Cidade das Crianças teve problemas relativos à falta de manutenção de seus equipamentos. O parque foi reinaugurado no dia 21 de fevereiro de 2019 após alguns meses fechado por conta de obras de revitalização em algumas áreas.
O nome do parque é uma homenagem a Leonel Brizola, ex-governador do estado do Rio de Janeiro. Como governador fluminense, Brizola implementou o projeto dos Centros Integrados de Educação Pública (CIEPs), apelidados de Brizolões, idealizado pelo antropólogo Darcy Ribeiro e com projeto arquitetônico de autoria de Oscar Niemeyer. Brizola morreu em 2004, mesmo ano em que a Cidade das Crianças foi inaugurada.